# Corneliu Papură
Corneliu Papură (Craiova, Dolj, Rumania; 5 de septiembre de 1973) es un exfutbolista y entrenador rumano. Su club actual es el Universitatea Craiova FC de la Liga I.
Como futbolista se desempeñó de defensa central o centrocampista. Fue internacional absoluto con la selección de Rumania en 12 oportunidades entre 1994 y 1996.

## Selección nacional
Fue parte del plantel de la selección de Rumania que disputó la Copa Mundial de Fútbol de 1994, donde jugó dos encuentros.

### Participaciones en Copas Mundiales
| Copa                 | Sede           | Resultado        |
| -------------------- | -------------- | ---------------- |
| Copa Mundial de 1994 | Estados Unidos | Cuartos de final |

## Clubes

### Como futbolista
| Club                     | País    | Año       |
| ------------------------ | ------- | --------- |
| FC U Craiova             | Rumania | 1991-1996 |
| Stade Rennais            | Francia | 1996-1999 |
| FC U Craiova             | Rumania | 1999-2001 |
| Național București       | Rumania | 2001      |
| Beitar Jerusalem         | Israel  | 2001-2002 |
| FC U Craiova             | Rumania | 2002-2004 |
| AEL Limassol             | Chipre  | 2004-2005 |
| FC U Craiova             | Rumania | 2005      |
| Changchun Yatai          | China   | 2005      |
| Guangzhou Pharmaceutical | China   | 2006      |
| Național București       | Rumania | 2006-2007 |

### Como entrenador
| Club                                  | País    | Año           |
| ------------------------------------- | ------- | ------------- |
| FC Progresul Bucurest                 | Rumania | 2007          |
| ACS FC Olt Slatina                    | Rumania | 2010-2011     |
| ACS FC Olt Slatina                    | Rumania | 2012          |
| CS Universitatea Craiova FC II        | Rumania | 2016-2018     |
| CS Universitatea Craiova FC           | Rumania | 2019          |
| CS Universitatea Craiova FC (segundo) | Rumania | 2019-presente |